# Jerome County
Jerome County är ett administrativt område i delstaten Idaho, USA, med 22 374 invånare (2010). Den administrativa huvudorten (county seat) är Jerome.  
Minidoka Internment nationalmonument ligger i countyt.

## Geografi
Enligt United States Census Bureau så har countyt en total area på 1 559 km². 1 554 km² av den arean är land och 5 km² är vatten.

### Angränsande countyn
- Lincoln County, Idaho - nord
- Gooding County, Idaho - väst
- Twin Falls County, Idaho - syd
- Cassia County, Idaho - sydöst
- Minidoka County, Idaho - öst